# 可汗·努尼恩·辛格
可汗·努尼恩·辛格（英語：Khan Noonien Singh），常被称为可汗（英語：Khan），是《星际旅行》宇宙中的一名反派角色。
根据《星际旅行：初代》太空种子（1967年）一集中所描述的背景故事，在1990年代爆发的优生战争中，可汗是一位曾统治超过四分之一部分地球的超人暴君。2267年，进取号星舰在太空中发现了载有可汗及其同伙的冬眠船，随后，可汗试图夺取全船的控制权，但却遭到了詹姆斯·T·柯克的阻止；但柯克并未将他们赶尽杀绝，而是把他们放逐到了一颗荒芜的星球上，希望他们可以建立自己的文明。1982年，可汗这一角色再次出现在电影《星际旅行II：可汗怒吼》中；这部电影设定于太空种子后的第15年，讲述了可汗逃脱囚禁并向柯克寻仇的故事。在电视剧与电影中，可汗这一角色均由里卡多·蒙塔尔万饰演。
在2013年上映的新電影《闇黑無界：星際爭霸戰》中，可汗由班奈狄克·康柏拜區飾演。在該作中延續2009年上映的《星際爭霸戰》的架空歷史小說時空背景，該故事發生在一個較於早期且因為歷史改變而異於前作的時間軸，因此本作中可汗是第一次遇上企業號的成員。而在這個時間軸中他是被別艘探測艦找到，並被星際聯邦的馬可斯上將（Alexander Marcus）以同伴生命威脅，使其幫助馬可斯建造武器。因此選擇以恐怖攻擊的方式向星际舰队表示憤怒，還曾與寇克短暫結盟以逃脫馬可斯的滅口攻擊。

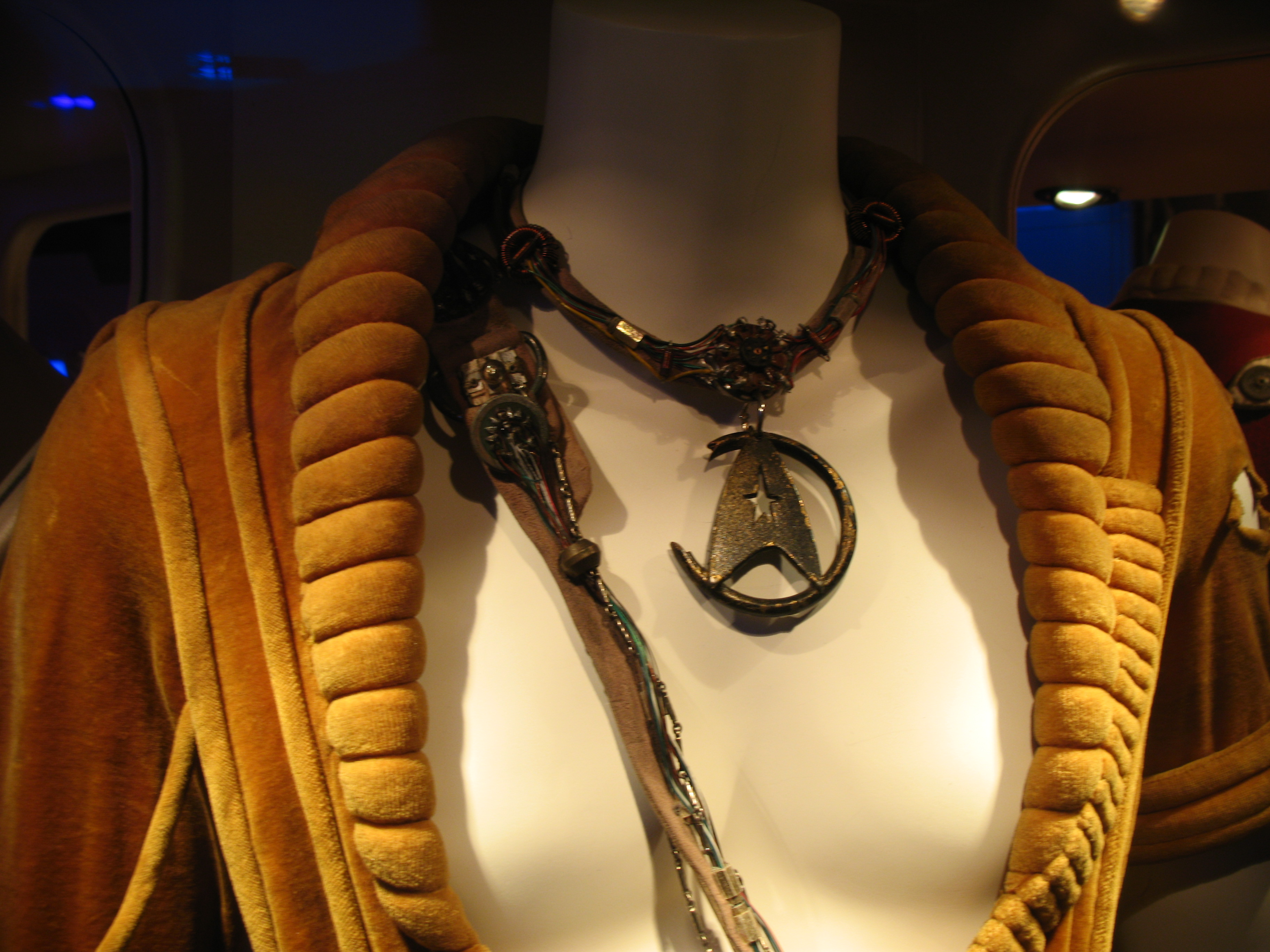
可汗的項鍊
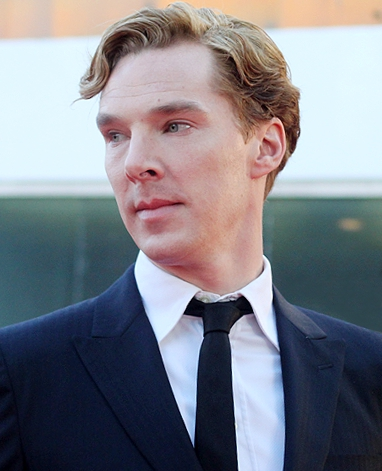
班奈狄克·康柏拜區出席某電影倫敦首演，BFI南岸，2011年9月13日（星期二）；於2013年星际迷航：暗黑无界中出演「可汗」。